# Eagle Peak (Sierra Nevada)
Eagle Peak je hora v centrální části pohoří Sierra Nevada, v Mono County, na východě Kalifornie. S nadmořskou výškou 3 613 metrů náleží mezi třicet nejvyšších hor Kalifornie s prominencí vyšší než 500 metrů. Eagle Peak leží necelých 15 kilometrů jihozápadně od města Bridgeport a kalifornské části mezistátní silnice U.S. Route 395 a 8 kilometrů severovýchodně od severní hranice Yosemitského národního parku. Je součástí chráněného území Hoover Wilderness. Nejvyšším vrcholem této oblasti je Matterhorn Peak, který leží 10 kilometrů jižně až jihovýchodně. Dále na jihovýchod se rozkládá známé jezero Mono Lake.